# Arabella Advisors
Arabella Advisors ist ein in Washington, D.C. ansässiges gewinnorientiertes Beratungsunternehmen, das linksgerichtete Spender und gemeinnützige Organisationen darüber berät, wohin sie ihr Geld geben sollen. Außerdem dient es als Knotenpunkt eines politisch liberalen „Schwarzgeld“-Netzwerks. Es wurde 2005 vom ehemaligen Clinton-Beauftragten Eric Kessler gegründet.

## Finanzen
Das Arabella-Netzwerk gab im Jahr 2020 fast 1,2 Milliarden Dollar aus und nahm im selben Jahr 1,6 Milliarden Dollar ein. Im Jahr 2022 nahm Arabella 1,3 Milliarden Dollar ein und gab 900 Millionen Dollar aus. Im Jahr 2023 sammelte Arabella mehr als 1,3 Milliarden Dollar an anonymen Spenden und schickte fast 1,5 Milliarden Dollar an andere Organisationen. Zwischen der Gründung von Arabella im Jahr 2005 und 2021 hat Arabella 6,5 Milliarden Dollar eingenommen, von denen der größte Teil an politische und prozessführende Gruppen der Linken geflossen ist.
Zu den von Arabella Advisors gegründeten und mit ihr verbundenen Organisationen gehören der 1630 Fund, der New Venture Fund, der Hopewell Fund, der Windward Fund, der North Fund und der Telescope Fund. Diese Gruppen haben sich auf verschiedene Weise gegen die Trump-Regierung engagiert und den Widerstand gegen zahlreiche republikanische Politiker und Maßnahmen organisiert.
Laut The Atlantic hat Arabella Advisors „unbestreitbar vom Ansturm panischer politischer Spenden auf der Linken in den (ersten vier) Trump-Jahren profitiert.“
Im Jahr 2020 spendete der 16 30 Fund 410 Millionen Dollar, um Trump zu besiegen und den Demokraten die Kontrolle über den US-Senat zu sichern. Aufgrund ihrer rechtlichen Struktur sind Arabella Advisors und die ihr angeschlossenen Gruppen nicht verpflichtet, ihre Spender offen zu legen, und sie haben sich auch nicht dafür entschieden, dies zu tun. George Soros und Pierre Omidyar haben Spenden in Millionenhöhe an das Netzwerk bekannt gegeben.Politico nannte den 16 30 Fund eine „linke Geheimgeldgruppe“, die „das Ausmaß veranschaulicht, in dem die Linke in den letzten Jahren den Einsatz von 'Schwarzgeld' zur Durchsetzung ihrer Ziele annahm. Nachdem sie im letzten Jahrzehnt republikanische Großspender und die Urteile des Obersten Gerichtshofs, die die Politik mit noch mehr Geld überfluteten, anprangerten, profitieren nun auch die Demokraten von Hunderten von Millionen Dollar an nicht offengelegten Spenden.“

## Struktur und Finanzierung
Arabella Advisors wurde im Jahr 2005 von Eric Kessler gegründet. Kesslers Familie besaß Fel-Pro, einen Autoteilehersteller in der Region Chicago. Sie verkaufte das Unternehmen für 750 Millionen Dollar, als Kessler 26 Jahre alt war. Kessler arbeitete für die Family Alliance Foundation, eine philanthropische Organisation, die mit einem Teil des Erlöses aus dem Fel-Pro-Verkauf gegründet wurde. Kessler arbeitete auch für die League of Conservation Voters während der Präsidentschaft von Bill Clinton. Danach arbeitete er sechs Jahre lang für das National Democratic Institute, bevor er Arabella Advisors gründete.
Arabella Advisors und die mit ihr verbundenen Unternehmen machen von Steuervorschriften Gebrauch, nach denen Gruppen, die ein steuerliches Sponsoring in Anspruch nehmen, kein Formular 990 bei der Bundesfinanzbehörde der USA, dem Internal Revenue Service, einreichen müssen. Im Rahmen von „Pass-Through“-Vereinbarungen werden Gelder von einer Organisation zur anderen weitergereicht, so dass es schwierig ist, nachzuvollziehen, wo das Geld eines Spenders landet.
Im Jahr 2018 erzielten der 16 30 Fund, der New Venture Fund, der Hopewell Fund und der Windward Fund zusammen Einnahmen von 635 Millionen US-Dollar. Laut OpenSecrets hatte der 16 30 Fund im Jahr 2018 „13 geheime Spender mit mehreren Millionen Dollar“. Ein Spender gab der Gruppe im Jahr 2018 51,7 Millionen Dollar, ein anderer 26,7 Millionen Dollar und ein dritter 10 Millionen Dollar. Die Gruppe ist gesetzlich nicht verpflichtet, ihre Spender offenzulegen, und sie hat nicht offengelegt, wer ihre Geldgeber sind. Bekannte Spender der Gruppe sind Nick Hanauer, die American Federation of Teachers, und die Wyss Foundation. Michael Bloomberg gab 250.000 Dollar an ein Super PAC, das mit dem 16 30 Fund verbunden ist, und die demokratische Spendergruppe Democracy Alliance, zu deren Mitgliedern der Milliardär George Soros, hat den Spendern empfohlen, großzügig für den Sechzehn-Dreißig-Fonds zu spenden.
Laut Politico belegen die Aktivitäten des 16 30 Fund „dass die Demokraten und ihre Verbündeten die Methoden von Gruppen übernahmen, die sie zu Beginn dieses Jahrzehnts als ‚Schwarzgeld‘ verunglimpften, als sie von den Geldmaschinen der Konservativen, einschließlich der ‚Kochs‘, angegriffen wurden.“
Im Mai 2023 entließ Arabella 10 % seiner Belegschaft. Im Juli 2023 gab das Unternehmen bekannt, dass CEO Rick Cruz am 1. August 2023 ausscheide.
Zwischen 2020 und 2021 leiteten der New Venture Fund und der Windward Fund 473.000 Dollar an die Alliance for Global Justice, eine Gruppe, die Anti-Israel-Proteste in den Vereinigten Staaten finanziert und organisiert. Nach dem von der Hamas angeführten Angriff auf Israel im Oktober 2023 berichtete die Zeitung Washington Examiner über Verbindungen zwischen der Alliance for Global Justice und dem Popular Front for the Liberation of Palestine. Kurz darauf gaben der New Venture Fund und der Windward Fund bekannt, dass sie die Alliance for Global Justice wegen ihrer Verbindungen zu palästinensischen Terrorgruppen nicht mehr unterstützen.
Im März 2025 informierte der Präsident des Capital Research Center (CRC), Scott Walter, hochrangige Beamte des Weißen Hauses über eine Reihe von liberalen und demokratischen Spendern, gemeinnützigen Organisationen und Fundraising-Techniken, darunter auch Arabella Advisors. Walter ist der Autor eines Buches über Arabella Advisors, Arabella: The Dark Money Network of Leftist Billionaires Secretly Transforming America, das 2023 erscheint. Über das Briefing des Weißen Hauses schrieb Kenneth Vogel von der New York Times, dass „eine kleine Gruppe von Beamten des Weißen Hauses daran gearbeitet hat, Ziele und Schwachstellen im Ökosystem der Demokraten zu identifizieren, indem sie eine Bestandsaufnahme früherer Ermittlungsbemühungen vornahm“ und dass „der Präsident und seine Verbündeten im Kongress die finanzielle, digitale und rechtliche Maschinerie ins Visier nehmen, die die Demokratische Partei und einen Großteil der progressiven politischen Welt antreibt.“ Nach Angaben des Wall Street Journal lag ein Schwerpunkt von Walters Briefing auf gemeinnützigen Organisationen, denen CRC vorwirft, Ansichten zu fördern, die mit der Hamas verbunden sind und von ausländischen Spendern unterstützt werden.

## Der 16 30-Fond
Der 16 30 Fund ist eine liberale „Schwarzgeld“-Non-Profit-Organisation mit Sitz in Washington D.C. Als Non-Profit-Organisation ist er nicht verpflichtet, Spender offenzulegen, obwohl er hohe Summen für politische Zwecke ausgibt. Im Jahr 2019 hatte sie 141 Millionen US-Dollar für mehr als 100 linke und demokratische Anliegen ausgegeben, Damit ist sie eine wichtige Geldquelle für gemeinnützige Organisationen, die sich für eine Reihe von Änderungen der Landes- und Bundesgesetze einsetzen. The Atlantic nannte ihn „das unbestreitbare Schwergewicht des demokratischen Schwarzgeldes“ und betonte, dass er der zweitgrößte Super-PAC-Geber im Jahr 2020 war und 61 Millionen Dollar an „effektiv nicht rückverfolgbarem Geld für progressive Anliegen“ spendete.
Der 16 30 Fund unterstützt demokratische Gesetzgeber und Kandidaten und kritisiert die Republikaner. Die Gruppe gab Geld für den Widerstand gegen die Nominierung des Richters am Obersten Gerichtshof Brett Kavanaugh und andere von Trump nominierte Richter und die Unterstützung verschiedener Wahlkampfmaßnahmen aus.
Der 16 30 Fund stand hinter mehreren Gruppen, die während der Zwischenwahlen 2018 Anzeigen zu Gunsten der Demokraten schalteten. Die Gruppe finanzierte auch „Demand Justice“, die Millionen von Dollar für Anzeigen gegen die Nominierung von Brett Kavanaugh für den Obersten Gerichtshof der USA ausgab. Laut OpenSecrets haben der 16 30 Fund und der New Venture Fund „mindestens 80 ihrer eigenen Gruppen steuerlich gefördert und diese Einrichtungen auf eine Weise finanziert, die fast keine Papierspuren hinterlässt.“
Der 16 30 Fund war 2018 im Kampf um das Repräsentantenhaus aktiv und unterstützte „Demokraten, die nach Trumps Aufstieg versuchen, die Macht zurückzuerobern“. Politico berichtet: „Bei der Wahl traten Dutzende von demokratischen Kandidaten an, die den Einfluss des Geldes in der Politik auf dem Wahlkampfweg anprangerten.“
Der 16 30 Fund firmiert unter Dutzenden Namen wie Arizonans United for Health Care, Floridians for a Fair Shake, Michigan Families for Economic Prosperity und North Carolinians for a Fair Economy. Diese Gruppen gaben gemeinsam Millionen von Dollar aus, um republikanische Kongressabgeordnete durch Werbung und Aktivismus in ihrer Haltung zu Gesundheits- und Wirtschaftsfragen zu beeinflussen.
Der 16 30 Fund gab bei den Wahlen in Colorado 2018 fast 11 Millionen Dollar für Wahlkampfmaßnahmen, Lobbyarbeit und demokratische Super-PACs aus.
2019 sammelte der Fonds 137 Millionen Dollar ein.
Der 16 30 Fund gab im Jahr 2020 410 Millionen Dollar aus und konzentrierte sich weitgehend darauf, den Demokraten zu helfen, Präsident Donald Trump zu besiegen und die Kontrolle über den US-Senat zurückzugewinnen. Die Gruppe finanzierte Angriffsanzeigen gegen Trump und gefährdete republikanische Senatoren und finanzierte verschiedene Kampagnen zur Förderung von Themen. Die Gelder gingen an Gruppen, die Trumps Nominierungen für den Obersten Gerichtshof ablehnten, liberale Wahlmaßnahmen und politische Vorschläge auf staatlicher Ebene unterstützten und sich gegen die Steuer- und Gesundheitspolitik der Republikaner stellten. Der Sixteen Thirty Fund gab 10,5 Millionen Dollar an die konservative Anti-Trump-Gruppe Defending Democracy Together, die 2018 gegründet wurde von Bill Kristol.
Im Jahr 2020 sammelte der 16 30 Fund 390 Millionen Dollar, wobei die Hälfte dieses Betrags von nur vier Gebern stammte. Pierre Omidyar enthüllte, dass er der Gruppe im selben Jahr 45 Millionen Dollar gab. Die Gruppe erhielt außerdem geheimnisvolle Spenden in Höhe von 50 Millionen Dollar und verteilte Zuschüsse an mehr als 200 Gruppen. Sie gab 0,5 Millionen Dollar an die Gruppe Colorado Families First, um eine vorgeschlagene Wahlinitiative zu unterstützen, die einen bezahlten Familienurlaub im Bundesstaat vorschreibt.

## New Venture Fund
Der New Venture Fund erzielte 2018 Einnahmen in Höhe von 405 Mio. USD, gegenüber 350 Mio. USD jährlich in den drei vorangegangenen Jahren. Laut OpenSecrets hat der New Venture Fund „mindestens 80 Gruppen steuerlich unterstützt und als Durchleitungsstelle fungiert, die Millionen von Dollar an Zuschüssen für wohlhabende Spender an undurchsichtige Gruppen mit minimaler Offenlegung weiterleitet.“

## Windward Fund
Gegründet 2015, der Windward-Fonds teilte sich 2019 715 Millionen Dollar mit den Fonds New Venture und Hopewell. Windward ist eine steuerlich absetzbare Wohltätigkeitsorganisation (501(c)(3)). Windward unterstützt mehrere Wohltätigkeitsorganisationen, darunter den Heartland Fund und Rewiring America. Der Windward Fund gab 2,2 Millionen Dollar an eine Gruppe, die sich für ein Verbot von Gasöfen einsetzt.

## Projekte und Zuwendungsempfänger

### Demand Justice
Demand Justice ist eine auf Gerichte spezialisierte Gruppe, die vom ehemaligen Pressesprecher von Hillary Clinton, Brian Fallon, geleitet wird. Die Gruppe gab Millionen von Dollar für den Widerstand gegen die Bestätigung von Brett Kavanaugh am Obersten Gerichtshof der USA aus. Die Gruppe „projizierte ein Video von Christine Blasey Ford die Kavanaugh auf der Seite eines Lastwagens vor einer Gala in Washington, auf der Kavanaugh eine Rede hielt, der Körperverletzung beschuldigte.“

### Fix the Court
Der New Venture Fund stellt die gesamte Finanzierung für Fix the Court bereit, eine Gruppe, die sich für eine Reform des Justizwesens auf der Bundesebene einsetzt. Als Brett Kavanaugh für den Obersten Gerichtshof der USA nominiert wurde, kaufte Fix the Court mehrere Internet-Domainnamen mit Bezug zu Kavanaugh und leitete sie auf Websites wie End Rape On Campus, das National Sexual Violence Resource Center und das Rape, Abuse & Incest National Network um. Der Geschäftsführer von Fix the Court, Gabe Roth, sagte, er kaufte die Websitennamen und leitete sie um, weil er die von Christine Blasey Ford gegen Brett Kavanaugh erhobenen Anschuldigungen wegen sexueller Übergriffe und die von Anita Hill gegen Clarence Thomas für wahr halte.

### Defend American Democracy
Defend American Democracy gab einen sechsstelligen Betrag für Fernsehwerbung aus, um republikanische Kongressmitglieder zu bewegen, für ein Amtsenthebungsverfahren gegen Präsident Donald Trump zu stimmen, weil er „sein Amt missbraucht und die nationale Sicherheit für seinen eigenen Vorteil aufs Spiel setzt“, wie es hieß.
Diese Gruppe „zielt in erster Linie auf Republikaner in Swing-Distrikten ab, stellt Militärveteranen in ihren Anzeigen in den Vordergrund und präsentiert sich lokalen Medien als Veteranengruppe.“ OpenSecrets berichtete, dass „eine Veteranengruppe, die republikanische Gesetzgeber auffordert, inmitten des Amtsenthebungsverfahrens gegen Präsident Donald Trump ‚das Land über die Politik zu stellen‘, das Projekt eines gut finanzierten liberalen ‚Schwarzgeld‘-Netzwerks ist“.
Die Anzeigen von Defend American Democracy enthielten Haftungsausschlüsse, die besagten, dass sie „von einer Gruppe namens Protect the Investigation“ bezahlt wurden.
Aber Protect the Investigation existiert rechtlich nicht – es ist einer von Dutzenden von fiktiven Namen, die vom 16 30 Fund registriert wurden.

### The Hub Project
Das Hub-Projekt wurde 2015 mit finanzieller Unterstützung der Wyss Foundation gestartet, die der Schweizer Milliardär Hansjörg Wyss führt. Das Hub-Projekt versucht, „die Medienberichterstattung so zu gestalten, dass sie demokratische Anliegen unterstützt.“ Ziel des Hub-Projekts ist es, den Demokraten zu helfen, ihre Argumente über Nachrichtenmedien und direkt an die Wähler zu vermitteln. Es soll „die öffentliche Debatte und die politischen Positionen der wichtigsten Entscheidungsträger drastisch verändern.“ Das Hub Project hat sich an bezahlten Werbekampagnen beteiligt, die republikanische Kongresskandidaten im Jahr 2018 kritisierten. Das Hub Project ist in den von Arabella gesponserten Gruppen New Venture Fund und 16 30 Fund untergebracht. Zwischen 2007 und 2020 spendete die Wyss Foundation rund 56,5 Millionen Dollar an diese Gruppen. Der New Venture Fund finanziert Acronym, zu dem der Courier Newsroom gehört, eine Gruppe, die versucht, demokratische Kandidaten durch lokale Nachrichten und Werbung zu unterstützen.
Das Hub Project ist eine Initiative, die von einem einzigen Büro in Washington D.C. aus 14 Gruppen finanziert und koordiniert, „mit dem Ziel, die Republikaner während der Zwischenwahlen für ihre Gesundheits- und Wirtschaftspolitik zu bestrafen.“ Das Hub Project wird von der Obama-Beamtin und PR-Spezialistin Leslie Dach und dem ehemaligen Center for American Progress und von Arkadi Gerney geführt. Das Hub Project „hat eine Reihe von Mitgliedsgruppen im ganzen Land gegründet, viele mit vagen, sympathischen Namen wie Keep Iowa Healthy, New Jersey for a Better Future und North Carolinians for a Fair Economy. Das Hub Project nutzte sie, um Freiwillige zu mobilisieren und viele Monate vor der Wahl Werbung zu politischen Themen gegen republikanische Kongressabgeordnete zu betreiben.“

### America Votes
Der 16 30 Fund stellte America Votes, das sich selbst als „Koordinationszentrum der progressiven Gemeinschaft“ bezeichnet, im Jahre 2018 rund 27 Millionen Dollar zur Verfügung. Der Zuschuss war damit fast doppelt so hoch wie der Betrag, den America Votes zuvor in einem einzigen Jahr aufbrachte.

### Ballot measures
Der 16 30 Fund drängte auf die Verabschiedung einer Wahlrechtsänderung in Nevada zur Förderung der automatischen Wählerregistrierung und einer Wahlrechtsänderung in Michigan zur Neueinteilung der Bezirke. Die Gruppe unterstützte auch eine Verfassungsänderung in Florida, die das Wahlrecht für Schwerverbrecher wiederherstellte, sowie die Erhöhung des Mindestlohns in Arkansas, Missouri und anderen Staaten. Die Art und Weise, wie die Gruppen ihre Finanzierung strukturieren, schafft „ein unvollständiges Bild davon, woher die Unterstützung für Kandidaten und Wahlinitiativen kommt“ und ermöglicht es diesen Gruppen, „die öffentliche Kontrolle zu vermeiden, indem sie Handelsnamen registrieren, um ihre Arbeit auszuführen. Die Gruppen geben sich als aktivistische Basisorganisationen aus, während sie mit viel größeren Organisationen verbunden sind.“
Sie nehmen „Handelsnamen“ an, was bedeutet, dass die Wähler kaum wissen können, wer die Organisationen kontrolliert oder finanziert, bis eine Wahl vorbei ist. Bei einer Wahlkampagne 2018 in Michigan meldete eine Spendergruppe des 16 30 Fund, erst 12 Tage nach der Stimmabgabe einen „Markennamen“, den sie in einer Kampagne verwendete.

### League of Conservation Voters
Der 16 30 Fund gab 2018 8 Millionen Dollar an die League of Conservation Voters.
Im Jahr 2018 gab der New Venture Fund 250.000 US-Dollar an ACRONYM, das von OpenSecrets (CRP) als „eine liberale Schwarzgeldgruppe mit einem angeschlossenen Super PAC namens PACRONYM“ beschrieben wird. Ab 2019 war ACRONYM der vollständige Eigentümer von Courier Newsroom, einem digitalen, gewinnorientierten Medienunternehmen, das „Websites veröffentlicht, die wie eigenständige lokale Nachrichtenagenturen aussehen“, jedoch „in Wirklichkeit Teil einer koordinierten Anstrengung mit engen Verbindungen zu demokratischen politischen Akteuren sind.“ Dem CRP zufolge wurde der Courier dafür kritisiert, dass er den Zusammenbruch des Lokaljournalismus ausnutzte, um „hyperlokale parteiische Propaganda“ zu verbreiten.
Im Jahr 2018 hat der 16 30 Fund „Social-Media-Seiten und digitale Aktivitäten für fünf Pseudo-Lokalnachrichten gesponsert“. Diese Medien schienen unabhängig zu sein, schalteten aber fast identische digitale Anzeigen. Die zugehörigen Facebook-Seiten „erweckten den Eindruck mehrerer unabhängiger lokaler Nachrichtenagenturen mit eindeutigen Namen und Haftungsausschlüssen... Aber die Sponsoren dieser Anzeigen sind lediglich fiktive Namen, die vom Sixteen Thirty Fund verwendet werden.“ Der 16 30 Fund ist auch mit Supermajority News verbunden, dessen zugehörigen Super PAC, Democracy PAC, George Soros 2019 gründete. Democracy PAC gab 1,75 Millionen Dollar an PACRONYM, den Super-PAC-Zweig von ACRONYM. ACRONYM wurde als Mehrheitseigentümer von Shadow Inc. bekannt, einem politischen Technologieunternehmen, dessen Software bei den demokratischen Vorwahlen 2020 in Iowa versagte.

### COVID-19-Pandemie
Im Jahr 2020 stand der 16 30 Fund hinter einer Reihe von Gruppen, die Millionen von Dollar für Anzeigen ausgaben, um die Reaktion von Präsident Donald Trump auf die COVID-19-Pandemie im Jahr 2020 vor den Präsidentschaftswahlen zu kritisieren. Arabella Advisors wollte zwischen 8 und 10 Millionen Dollar für den Trusted Elections Fund aufbringen, für den Fall, dass die Coronavirus-Pandemie zu ausländischem Hacking von Wahlsystemen, Gewalt oder angefochtenen Wahlergebnissen führt.

## Manipulation der Arabella-Wikipedia-Seite
Im Juni 2020 geriet Arabella in die Kritik, weil sie einen bezahlten Redakteur beauftragt hatte, Änderungen an ihrer Wikipedia-Seite vorzunehmen, worüber mehrere Nachrichtenquellen berichteten.